# Robinsonella
Robinsonella es un género de plantas de la familia  Malvaceae con 20 especies. Se encuentra en  Centroamérica.

## Descripción
Son árboles o arbustos con tricomas estrellados o lepidotos, a veces con tricomas largos y simples, a veces glabros. Hojas cordadas, ovadas o palmatilobadas, agudas o acuminadas, dentadas o subenteras. Inflorescencias axilares, en forma de panícula abierta o racimo muy condensado pareciendo un fascículo, las flores fragantes; calículo ausente; cáliz profundamente 5-partido; pétalos lilas, blancos, amarillentos, a veces morados en la base; estilos 8–30, estigmas capitados. Carpidios 8–30, alargados, generalmente inflados, sin ornamentación; semillas solitarias.

## Taxonomía
El género fue descrito por Rose & Baker f. y publicado en Garden & Forest 10(487): 244. 1897. La especie tipo es: Robinsonella cordata

## Especies seleccionadas
| - Robinsonella brevituba - Robinsonella chiangii - Robinsonella cordata - Robinsonella densiflora - Robinsonella discolor - Robinsonella divergens - Robinsonella edentula - Robinsonella erasmi-sosae - Robinsonella glabrifolia - Robinsonella hintonii | - Robinsonella lindeniana - Robinsonella macvaughii - Robinsonella mirandae - Robinsonella mirandai - Robinsonella pilosa - Robinsonella pilosissima - Robinsonella pleiopoda - Robinsonella samaricarpa - Robinsonella speciosa - Robinsonella subcordata |